# The Bogus Napoleon
The Bogus Napoleon è un cortometraggio muto del 1912 diretto e interpretato da Charles Kent.

## Produzione
Il film fu prodotto dalla Vitagraph Company of America.

## Distribuzione
Distribuito dalla General Film Company, il film - un cortometraggio in una bobina - uscì nelle sale cinematografiche statunitensi il 16 agosto 1912. Non si conoscono copie ancora esistenti della pellicola che viene considerata presumibilmente perduta.